# Frank Jay Gould
Frank Jay Gould (New York, 4 dicembre 1877 – Juan-les-Pins, 1º aprile 1956) è stato un imprenditore e filantropo statunitense.

## Biografia
Nato a Manhattan era il figlio minore di Jason Gould (1836-1892), e di sua moglie, Helen Day Miller (1838-1889).

## Carriera
Nel 1909 fondò la "Virginia Railway and Power Company" a Richmond, Virginia. La società, in seguito, prese il nome di "Virginia Electric and Power Company" e conosciuta ampiamente con il suo acronimo (VEPCO) nel 1925. L'azienda è diventata "Virginia Power" negli anni Ottanta e opera oggi sotto il nome di Dominion Resources, che opera in Virginia, Nord Carolina e mezza dozzina di altri Stati sull'Atlantico con energia elettrica e servizi di gas naturale.
Si trasferì in Francia e costruì diversi casinò e alberghi sulla Riviera francese. Ha dato un grande contributo allo sviluppo di molte città termali come Granville, Bagnoles-de-l'Orne e Juan-les-Pins. Nel 1926 aprì il famoso Hotel "Le Provençal" a Juan-les-Pins.
A Parigi, era azionista di maggioranza del Teatro Mogador. Nel Nizza, fece costruire il Palazzo del Mediterraneo, inaugurato 10 gennaio 1929.

## Matrimoni

### Primo matrimonio
Sposò, il 1 dicembre 1901, Helen Margaret Kelly (1884-2 agosto 1952), figlia di Edward Kelly. Ebbero due figlie:
- Helen Marguerite Marietta Gould (1902-1990)
- Dorothy Gould (1904-1969)

La coppia divorziò nel 1908 a causa della sua gelosia nei confronti della moglie.

### Secondo matrimonio
Nel 1910  sposò Edith Kelly. Edith era la sorella di Hetty Kelly, il primo vero amore di Charlie Chaplin Gould's third wife was Florence La Caze (1895–1983). Together Gould and La Caze collected impressionist artwork.. Non ebbero figli.

### Terzo matrimonio
Nel 1923 sposò la scrittrice Florence La Caze (1895-1983), figlia di Maximilian La Caze. Insieme alla moglie, Gould iniziò a collezionare opere d'arte impressioniste. Non ebbero figli.

## Morte
Morì il 1 aprile 1956 a Juan-les-Pins. Fu sepolto nel mausoleo di famiglia nel Cimitero di Woodlawn nel Bronx.